# Luciano Borgognoni
Luciano Borgognoni (* 12. Oktober 1951 in Gallarate; † 2. August 2014) war ein italienischer Radrennfahrer und Weltmeister.
1971 wurde Luciano Borgognoni zunächst italienischer Meister in der Mannschaftsverfolgung und im selben Jahr in Varese Weltmeister in derselben Disziplin, mit Pietro Algeri, Giacomo Bazzan und Giorgio Morbiato. 1973 trat Borgononi zu den Profis über. 1974 gewann er die erste Austragung des Giro del Friuli und wurde italienischer Meister in der Einerverfolgung, beim Giro di Sardegna belegte er Platz zwei. 1975 gewann er die letzte Austragung des Gran Premio Cemab. 1976 wurde er ein zweites Mal nationaler Meister in der Einerverfolgung. 1977 errang er beim Giro d’Italia zwei Etappensiege und wurde Dritter der Punktewertung. 1982 beendete er seine Laufbahn als Berufsfahrer, in der er insgesamt acht Siege erringen konnte.